# Olpiolum confundens
Olpiolum confundens är en spindeldjursart som först beskrevs av Clarence Clayton Hoff 1945.  Olpiolum confundens ingår i släktet Olpiolum och familjen Olpiidae. Inga underarter finns listade i Catalogue of Life.